# Lean Into Me
Lean Into Me is het achtste (met de livealbums erbij) album van de Belgische zanger Milow. Het album bevat dertien nummers, met de nummers die hij zong tijdens het programma Liefde voor muziek als bonustracks.

## Tournee
De Lean Into Me Tournee bevat verschillende shows in Duitsland, België, Zwitserland, Oostenrijk en enkele festivals. Voor de slotshow brengt Milow de tour naar de Lotto Arena in Antwerpen met Matt Simons als special guest.

## Tracklist
| Nr. | Titel                                 | Duur |
| --- | ------------------------------------- | ---- |
| 1.  | All The Lights (Intro)                | 0:49 |
| 2.  | Lay Your Worry Down (ft. Matt Simons) | 3:22 |
| 3.  | Break the Silence                     | 3:30 |
| 4.  | Help                                  | 3:12 |
| 5.  | She                                   | 2:49 |
| 6.  | Greatest Expectations                 | 3:31 |
| 7.  | Good Thing                            | 2:45 |
| 8.  | Michael Jordan                        | 4:38 |
| 9.  | Loud & Clear                          | 3:28 |
| 10. | Houdini                               | 4:40 |
| 11. | While You're Asleep                   | 3:50 |
| 12. | Laura's Song                          | 3:33 |
| 13. | All The Lights                        | 3:40 |
| 14. | Sleeping Bag (ft. Ilse DeLanghe)      | 3:17 |
| 15. | Mia                                   | 3:16 |
| 16. | I'm Not So Though                     | 3:03 |
| 17. | Dat ze de mooiste is                  | 3:01 |
| 18. | Tomorrow                              | 2:52 |
| 19. | Ruimtevaarder                         | 4:02 |
| 20. | TV Song                               | 3:36 |